# Julia Robinson
Julia Hall Bowman Robinson (San Luis, Misuri, 8 de diciembre de 1919-Oakland, California, 30 de julio de 1985) fue una matemática estadounidense.
Hizo sus estudios universitarios en la Universidad de California, Berkeley, donde recibió el doctorado en 1948. En 1976 fue elegida miembro de la división de matemáticas de la Academia Nacional de Ciencias de Estados Unidos, siendo la primera mujer que obtuvo ese cargo. En 1982 la Asociación de Mujeres en Matemáticas (AWM, por sus siglas en inglés) le dedicó la Conferencia Noether, evento anual destinado a honrar a mujeres que hayan realizado contribuciones fundamentales a la matemática. En 1983 se le concedió un premio McArthur, beca para respaldar el trabajo de científicos del más alto nivel, dotada con medio millón de dólares. Fue presidenta de la Sociedad Americana de Matemáticas (AMS por sus siglas en inglés), la primera mujer con esa responsabilidad. Murió de leucemia a los 66 años.
Se la conoce sobre todo por su trabajo en ecuaciones diofánticas y en decidibilidad, que contribuyó en gran medida a la demostración por Yuri Matiyasévich de la irresolubilidad del décimo problema de Hilbert (Teorema de Matiyasévich). De hecho, Robinson solo se apartó de este campo (ecuaciones diofánticas y decidibilidad) en dos ocasiones: una fue su tesis doctoral, dedicada a la resolubilidad e irresolubilidad de problemas matemáticos; otra, su importante aportación a la teoría de juegos.
Se casó en 1941 con el también matemático Raphael Robinson. Su hermana mayor, Constance Reid, es una conocida biógrafa de matemáticos.